# 鮮于煉
鮮于 煉（ソヌ・ヨン、朝鮮語: 선우연、1929年1月19日または1月29日 - 1997年1月28日）は、大韓民国の陸軍軍人、ジャーナリスト、政治家。第10代大韓民国国会議員。
本貫は太原鮮于氏。小説家の鮮于煇は兄。

## 経歴
平安北道定州郡定州邑南山里またはソウル出身。普成中学校卒。ソウル大師範大2年修了、檀国大史学科卒業。大卒後は仁川で永化中学校の教師を一時務め、1951年に大韓民国陸軍少尉（甲種将校3期、任官同期には後日予備役陸軍大将呉滋福元国防部長官などがいた）任官になって朝鮮戦争にも陸軍正訓将校として参戦し、1951年から1959年まで大韓民国陸軍に服務し、1959年大韓民国陸軍少佐に除隊した。実兄の鮮于煇のように新聞記者の道を歩き、朝鮮日報で新聞記者として活動した後、政界に入り朴正熙大統領公報秘書官を務め、後に第10代維新政友会国会議員を務めた。その後、韓国プレスセンター事務総長を経て、韓国言論人金庫理事長を歴任した。